# Tigullio

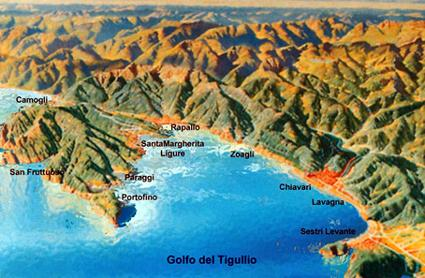
Carte géographique du Tigullio

Tigullio est le terme utilisé pour désigner un territoire qui fait partie de la province de Gênes en Ligurie. 

## Géographie

### Composition territoriale
Le territoire du Tigullo qui est inséré entre le Golfo Paradiso et le val Bisagno à l'ouest, le val Trebbia et le val d'Aveto au  nord, le val di Vara et la Riviera spezzina à l'est, comprend les communes du val Fontanabuona, valle Sturla, val Graveglia, val Petronio ainsi que celles côtières de :
- Portofino,
- Santa Margherita Ligure,
- Rapallo,
- Zoagli,
- Chiavari,
- Lavagna,
- Sestri Levante
- Moneglia
- Paraggi

## Histoire
Le nom Tigullo provient de la tribu ligure des Tigulli, habitants de l'époque pré-romaine de la famille des Ligures. 
La première forme de gouvernement local et territorial est la constitution du Capitanat de Chiavari et des Podestats de Rapallo, Sestri Levante et Moneglia. Rapallo deviendra en 1608, capitanat autonome depuis Chiavari administrant les bourgs de Pescino (l'actuel Santa Margherita Ligure), Portofino, Zoagli et pratiquement la totalité de la moyenne val Fontanabuona.
L'histoire du Tigullio est commune à celle de la république de Gênes et de la Ligurie.